# Eumops bonariensis
Eumops bonariensis (Peters, 1874) è un pipistrello della famiglia dei Molossidi diffuso nel Continente americano.

## Descrizione

### Dimensioni
Pipistrello di piccole dimensioni, con la lunghezza della testa e del corpo tra 49 e 68 mm, la lunghezza dell'avambraccio tra 39 e 48 mm, la lunghezza della coda tra 28 e 47 mm, la lunghezza del piede tra 6 e 11 mm, la lunghezza delle orecchie tra 12 e 12 mm e un peso fino a 13 g.

### Aspetto
La pelliccia è relativamente lunga e soffice. Le parti dorsali variano dal bruno-grigiastro al marrone con la base dei peli più chiara, mentre le parti ventrali sono bruno-grigiastre brizzolate. La testa è larga ed appiattita, le labbra sono lisce. Le orecchie sono larghe, triangolari e unite alla base anteriore. Il trago è piccolo e completamente nascosto dietro l'antitrago, il quale è grande e semi-circolare. Le ali sono attaccate posteriormente sulle caviglie. La coda è lunga, tozza e si estende per circa la metà oltre l'uropatagio. Il calcar è lungo e frangiato con dei piccoli peli.

## Biologia

### Comportamento
Si rifugia in gruppi fino a 200 individui nelle cavità degli alberi. L'attività predatoria ha due picchi, il primo circa due ore dopo il tramonto e il secondo poco prima dell'alba.

### Alimentazione
Si nutre di insetti, particolarmente di falene e scarafaggi.

### Riproduzione
Danno alla luce un piccolo alla volta nel mese di giugno. Vengono svezzati dopo 6-8 settimane.

## Distribuzione e habitat
Questa specie è diffusa in maniera discontinua dal Messico meridionale fino al Brasile meridionale e l'Argentina nord-orientale.
Vive nelle foreste tropicali umide di pianura. metri di altitudine.

## Tassonomia
Sono state riconosciute 3 sottospecie:
- E.b.bonariensis: Stati brasiliani del Paraná, San Paolo, Rio Grande do Sul; Uruguay, Argentina nord-orientale;
- E.b.delticus (Thomas, 1923): Colombia meridionale, Perù nord-orientale, stati brasiliani di Amazonas, Pará, Bahia e Minas Gerais;
- E.b.nanus (Miller, 1900): Messico sud-orientale fino alla Penisola dello Yucatán; Belize e Honduras settentrionali, Nicaragua occidentale, Panama, Colombia settentrionale, Venezuela, Guyana, Suriname, Guyana francese, Ecuador, Perù nord-occidentale.

Le tre sottospecie vengono considerate da alcuni autori tre forme distinte.

## Conservazione
La IUCN Red List, considerato il vasto areale, la popolazione presumibilmente numerosa e la presenza in diverse aree protette, classifica E.bonariensis come specie a rischio minimo (Least Concern)).